# Зріджений природний газ

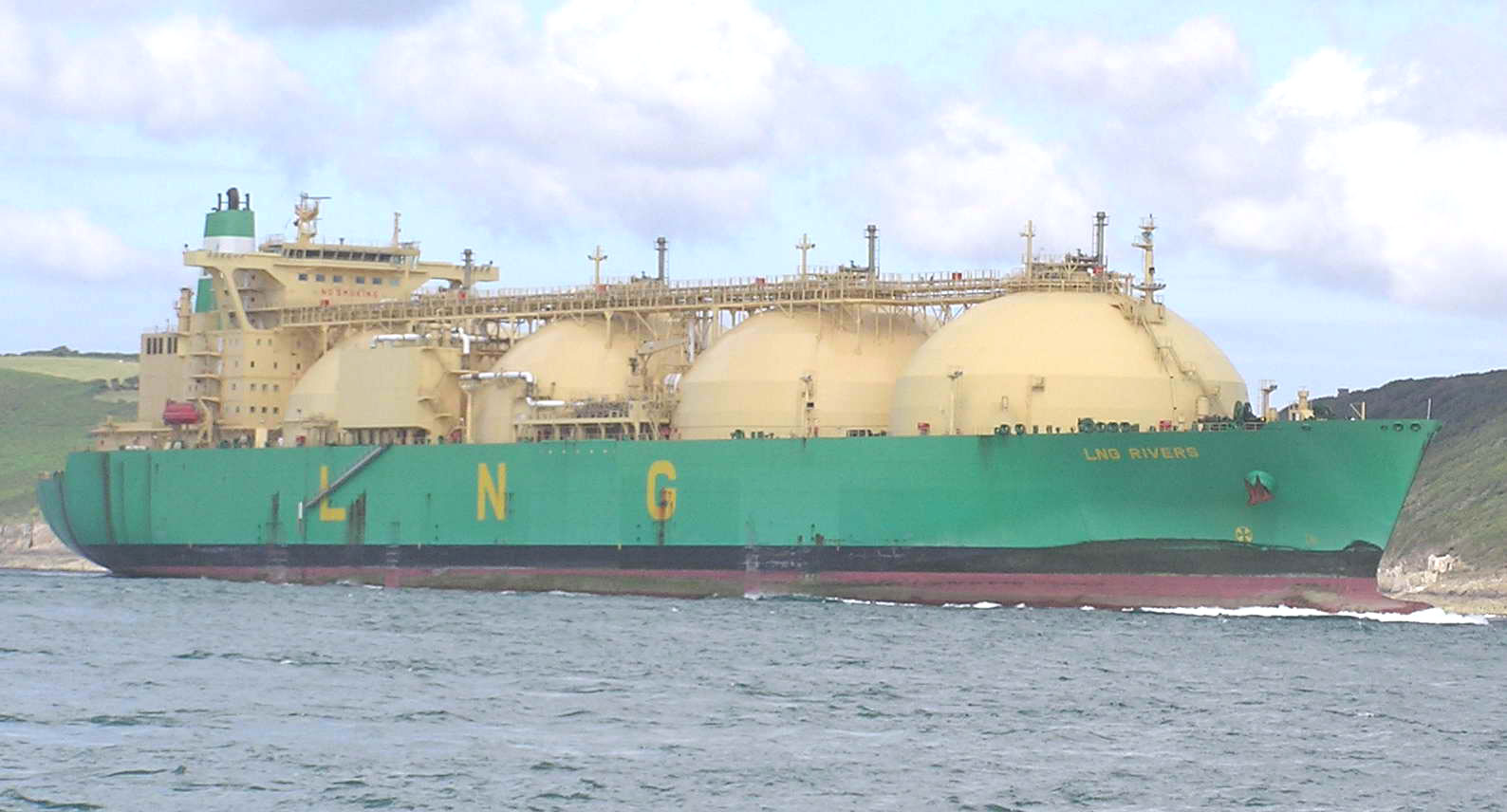
СПГ-воз

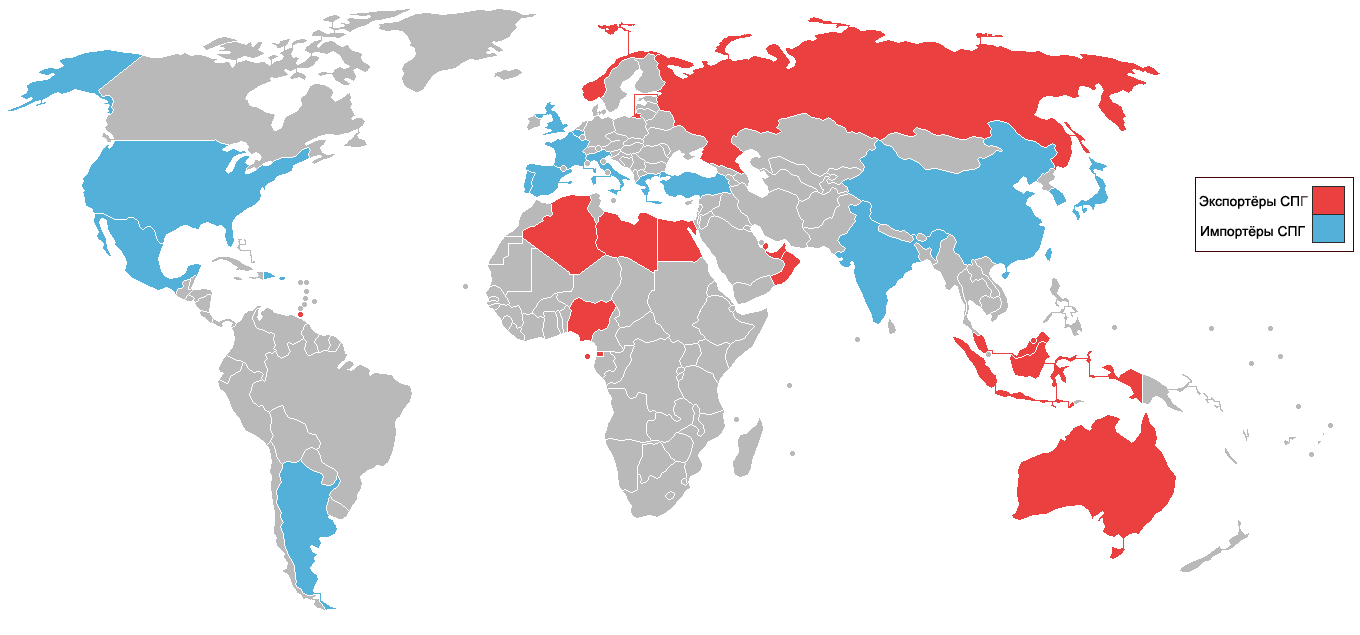
Країни-експортери (червоним) та імпортери (синім) ЗПГ в 2009 р.

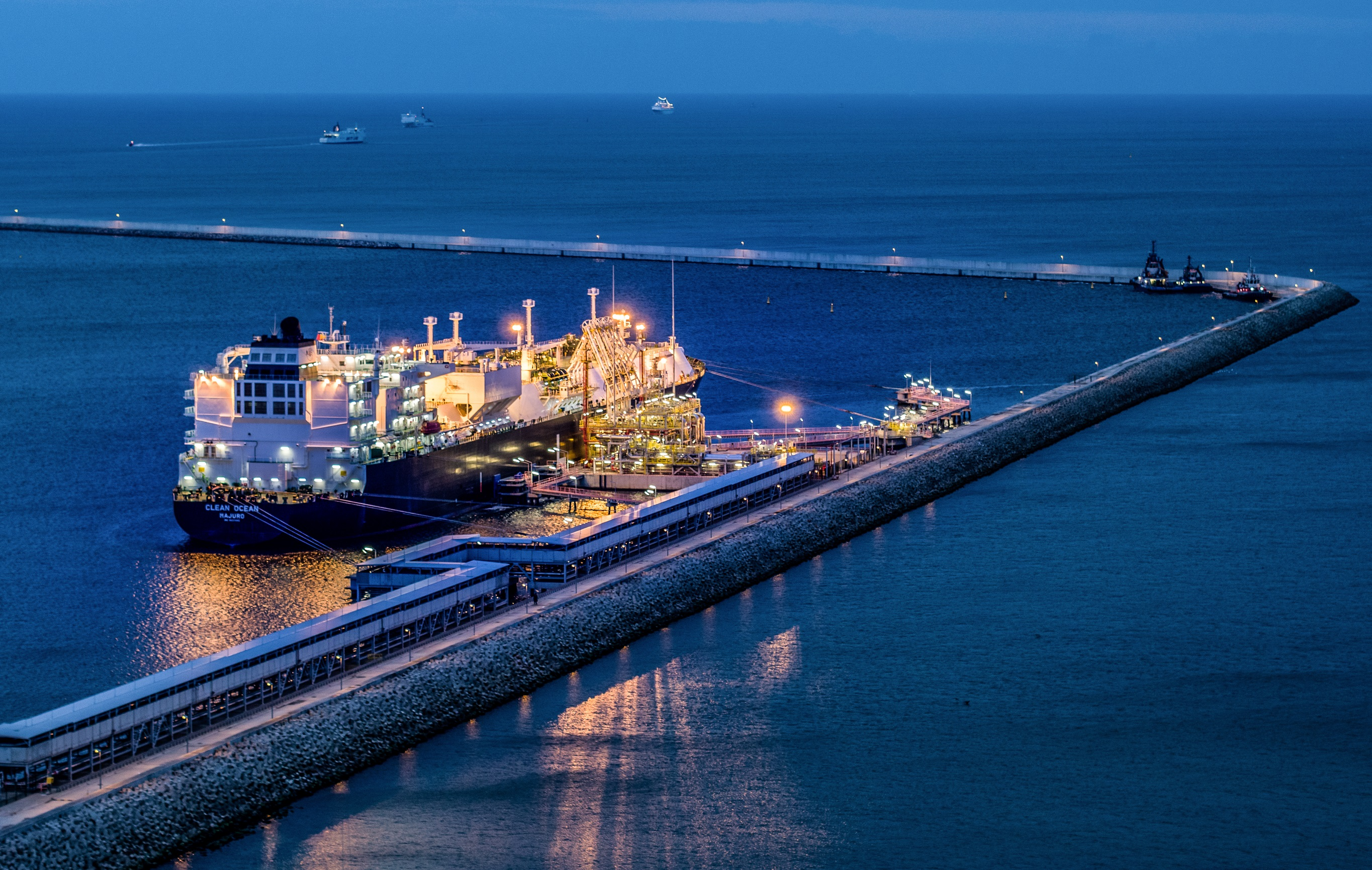
Газовоз зі зрідженим природним газом на терміналі LNG у Свіноуйсьце в Польщі.

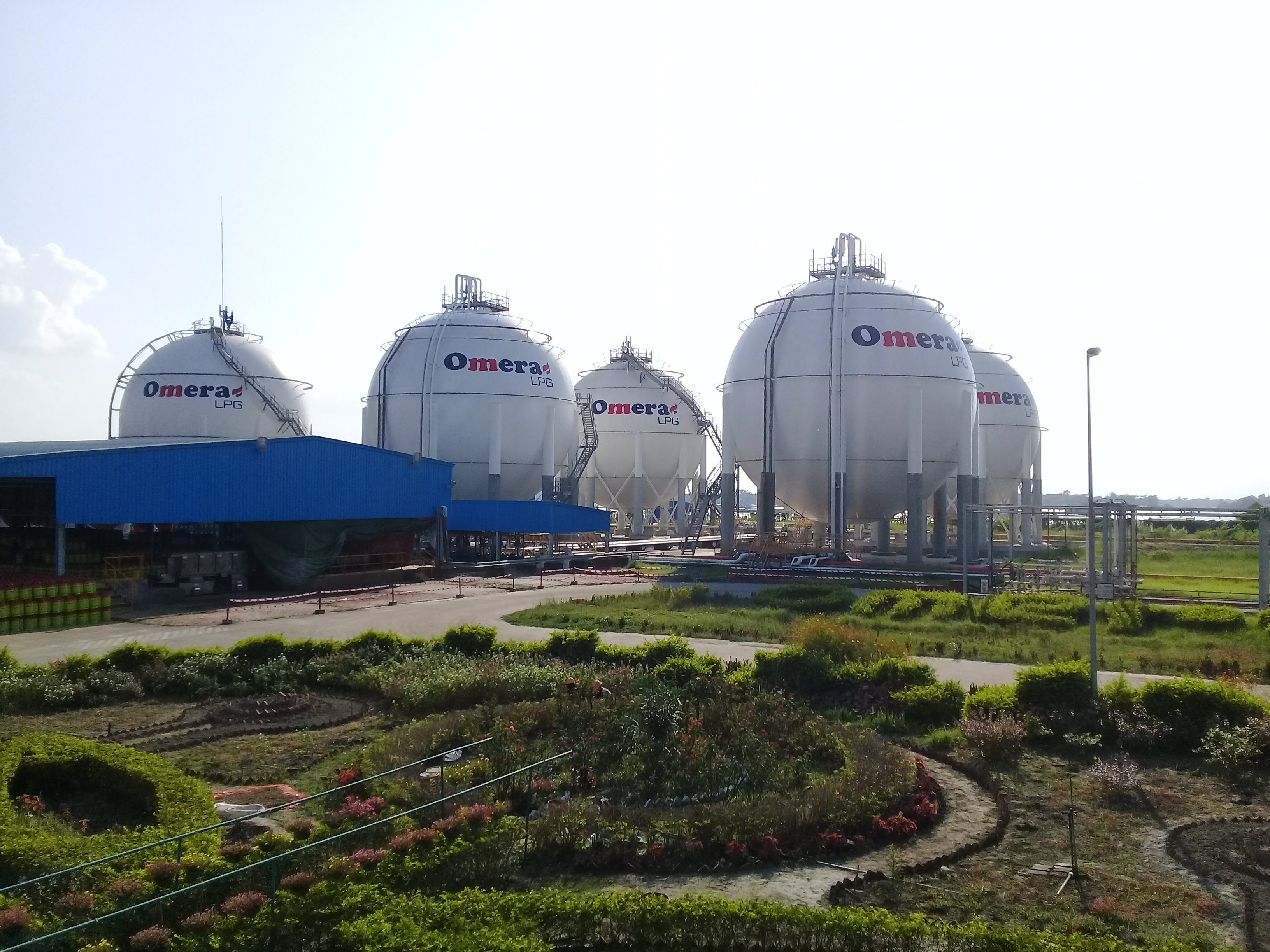
Сфери ємкості для зберігання LPG

Зріджений природний газ (ЗПГ), також Скраплений природний газ (СПГ) (англ. LNG (liquefied natural gas); нім. verflüssigtes Erdgas) — природний вуглеводневий газ, який за нормальної температури й тиску навколишнього середовища перебуває в газоподібному стані, але за дуже низької температури переходить у рідкий стан, що полегшує його зберігання і перевезення. На терміналах приймання зрідженого газу реалізується його регазифікація.

## Загальна характеристика
Основною сировиною для одержання зріджених вуглеводних газів є штучні і природні нафтові гази:
- супутній нафтовий газ на газобензинових заводах;
- газ термічної і термокаталітичної переробки нафти і нафтопродуктів на установках термічного каталітичного крекінгу, піролізу і коксування, алкілювання й інших процесів;
- штучні гази на заводах синтетичного моторного палива (заводи деструктивно-гідрогенізаційної переробки вугілля і важких нафтопродуктів, синтезу моторного палива з оксиду вуглецю і водню й ін.);
- природні гази, які містять крім метану, деяку кількість важчих вуглеводнів. Оскільки в природних газах вміст важчих вуглеводнів (пропану і бутану) невеликий, зріджений газ одержують з них дуже рідко;
- газоконденсатні родовища промислового значення.

Найбільшу цінність для одержання рідких вуглеводневих газів мають попутні нафтові гази. Нафта на виході сепараторів, в залежності від режиму сепарації, також містить значну кількість розчинених у ній важких вуглеводневих газів. Гази, які виділяються з нафти, після сепараторів містять близько 30 % пропану, 30-35 % бутану і близько 30 % газового бензину. Ці отримані в результаті стабілізації нафти гази є цінними для виробництва зріджених газів, які, зазвичай, і вилучають на газобензинових заводах.
Штучні, заводські нафтові гази, тобто гази, отримані при деструктивній, термічній і термокаталітичній переробці нафти, різко відрізняються за своїм складом від природних газів, як від попутних, так і від природних у скупченнях (газових родовищах).
Це розходження полягає в тому, що штучні нафтові гази містять значну кількість ненасичених олефінових вуглеводнів, що є дуже цінною сировиною для ряду реакцій органічного синтезу.
Середній вихід вуглеводневих газів, одержуваних при деструктивній переробці нафтопродуктів, складає: при термічному крекінгу 8-14 %, при каталітичному крекінгу 16-28 %, при піролізі 40-47 %.
Вуглеводневі гази деструктивної гідрогенізації вугілля і важких нафтових залишків на відміну від газів деструктивної переробки нафтопродуктів характеризуються практичною відсутністю в їхньому складі ненасичених вуглеводнів. Це пояснюється тим, що цей процес протікає в умовах високих концентрацій водню, що у присутності каталізаторів обумовлює цілковите насичення неграничних зв'язків вуглеводнів, які утворюються. Гази деструктивної гідрогенізації вугілля після вилучення з них аміаку, сірководню і відмивання вуглекислоти є дуже багатою сировиною для одержання зріджених газів. Крім газів ароматизації, ці газові суміші містять зовсім незначну кількість неграничних вуглеводнів.
Таблиця — Типові склади сумішей, одержуваних при деструктивній переробці нафти (% мас.)
| Компоненти           | Метод переробки | Метод переробки             | Метод переробки | Метод переробки |
| Компоненти           | Піроліз газойлю | Піроліз дистилятної фракції | Гази крекінгу   | Гази крекінгу   |
| Компоненти           | Піроліз газойлю | Піроліз дистилятної фракції | Термічного      | Каталітичного   |
| Водень               | 9,1             | 9,9                         | 3,5             | 11,7            |
| Азот + оксид вуглецю | -               | -                           | -               | 15,3            |
| Метан                | 21,9            | 24,3                        | 36,8            | 12,2            |
| Етилен               | 24,4            | 22,9                        | 6,7             | 4,0             |
| Етан                 | 7,6             | 7,5                         | 29,3            | 6,8             |
| Пропілен             | 15,2            | 13,6                        | 6,5             | 16,0            |
| Пропан               | 1,0             | 1,4                         | 10              | 8,3             |
| Бутадієн             | 2,0             | 2,6                         | -               | -               |
| Ізобутилен           | 3,8             | 1,8                         | 2,5             | 14,3            |
| Бутилен-2            | 1,0             | 1,7                         | -               | -               |
| Бутан                | 0,1             | 0,1                         | 4,2             | 10,8            |
| Пентани й вище       | 12,9            | 14,4                        | 0,5             | 0,6             |

Отже, основними джерелами для одержання паливних рідких вуглеводневих газів (пропан, бутан) повинні служити попутні гази, гази газоконденсатних родовищ, штучні нафтові гази і гази деструктивної гідрогенізації твердого і рідкого палива. Однак варто вказати, що гази термічної і термокаталітичної переробки нафти і нафтопродуктів, які містять значну кількість реакційно-здатних неграничних вуглеводнів, насамперед повинні піддаватися відповідній переробці для їхнього фракціонування з наступним використанням у різних синтезах.
Одним з найважливіших процесів переробки попутних і аналогічних газів є процес вилучення з них компонентів газового бензину і компонентів рідких горючих газів. Цей процес називається відбензинуванням нафтових газів. Він складається з двох послідовних операцій: одержання сирого нестабільного бензину і вилучення із сирого бензину стабільного, звільненого від легких компонентів газового бензину.
Перша операція, тобто одержання сирого нестабільного бензину, здійснюється методом компресії, чи адсорбції. Друга операція, тобто одержання стабільного бензину, зовсім вільного від пропану і більш легких вуглеводнів з бутаном в обмежених кількостях, здійснюється методом чіткої ректифікації.
Для безперебійної і надійної роботи установок відбензинування нафтових газів потрібно, щоб газ-сировина не містив механічних домішок і води. Тому одержання рідких газів починається з очищення вихідного продукту від механічних домішок і води.

### Фізичні і хімічні характеристики
ЗПГ є рідиною без запаху і кольору, густиною 0,41-0,5 кг/л в залежності від температури, тиску, і вмісту вищих алканів (густина чистого метану при температурі кипіння — 0,41 кг/л, при підвищенні тиску і зниженні температури густина зростає, домішки вищих алканів також підвищують густину). Не токсичний. Температура кипіння -158 … -163 °C. Сучасний ЗПГ складається на 85-95 % з метану, а в інші 5 % входять етан, пропан, бутан, азот. Нижня межа теплоти згорання — 50 116 кДж/кг, або 20 МДж/л. В процесі обробки природний газ очищають від води, діоксиду сірки, діоксиду вуглецю і т.п.

## Перспективи зрідження газів
За оцінками експертів виробництво зрідженого газу (ЗГ) — один із секторів ринку енергоресурсів, що найшвидше зростає.
На початку ХХІ ст. споруджуються додаткові потужності для отримання 40 млрд м³ зрідженого природнього газу (ЗПГ), в стадії проєктування — потужності на 40-116 млрд м³. Потенційними постачальниками ЗПГ можуть бути Росія (див. Арктик ЗПГ 2), Канада, Норвегія, Венесуела. У 2017 р. потужність американських заводів ЗПГ виросте більше, ніж удвічі і досягне 30,8 млн тонн в рік (41,5 млрд м³). Всього до 2030 року обсяг світового ринку ЗПГ виросте до 460 млн т (626 млрд м³) — такі дані приводив на ЗПГ-конгресі в березні 2016 р. віце-президент з комерційних питань Shell в Росії Дуглас Баклі.
Потенційними споживачами ЗПГ є Україна, Молдова, Болгарія, Туреччина.
У 2006 р. 10 країн Латинської Америки ухвалили рішення про створення у регіоні значних потужностей по зрідженню газу.
Станом на 2007 рік обсяг продажів зрідженого газу становив близько 27 % від світових експортних продажів. Згідно з прогнозами до 2010 року в США на частку ЗГ буде припадати основне зростання імпорту природного газу. У свою чергу багато європейських країн розглядають можливість інвестицій в інфраструктуру імпорту ЗГ, зокрема в потужності з транспортування зрідженого газу. Сьогодні мова вже йде про створення організації країн-експортерів зрідженого газу (на кшталт ОПЕК — організації країн-експортерів нафти).
Сьогодні світовий ринок зрідженого газу контролюють Катар, ОАЕ, Алжир, Малайзія та Індонезія. Зростають поставки ЗГ з Ірану, Нігерії та Австралії. Добрі перспективи для експорту зрідженого природного газу має Росія.
Імпортерами ЗГ в основному східно-азійські: Японія, Корея, Тайвань (разом — близько 60 %). Крім того — США (8 %), Індія, Туреччина, країни Європи (близько 25 %). Перспективним є споживання зрідженого газу і в Україні, що може полегшити розв'язання питання диверсифікації джерел постачання природного газу в Україну без прив'язки до існуючої мережі магістральних газопроводів.
Одним з ключових факторів у ланцюгу виробництва і використання зрідженого природного газу є його транспортування, тому розвиток технологій транспортування ЗГ суттєвим чином визначить перспективи всього напрямку зрідження паливних газів в недалекому майбутньому.
В кінці листопада-на початку грудня 2012 р. норвезький ЛПГ-танкер «Річка Об» (Ob River) здійснив подорож Арктичним океаном з терміналу Statoil ASA в Норвегії до терміналу Тобата в Японії. Подорож Арктичним океаном на три тижні коротша в порівнянні з традиційним шляхом через Середземне море, Суецький канал та повз Азію. Експериментальний маршрут був організований підрозділом Газпрому.
У 2018 році країнами — лідерами з постачання (чистий експорт) зрідженого газу були (в млрд м³):
- Катар — 104,8;
- Австралія — 91,8;
- Малайзія — 33,0;
- Нігерія — 27,8;
- США — 26,3;
- Росія — 24,9;
- Індонезія — 20,8;
- Тринідад і Тобаго — 16,8;
- Алжир — 16,6;
- Оман — 13,6;
- Папуа Нова Гвінея — 9,5.

BHP, одна з найбільших гірничодобувних компаній у світі, має на меті ввести в експлуатацію судна для транспортування корисних копалин, що працюють на СПГ, до кінця 2021 року. У січні 2021 року на озброєнні перебувало 175 морських суден зі зрідженим газом, ще 200 було замовлено.

## Економічне значення ЗПГ

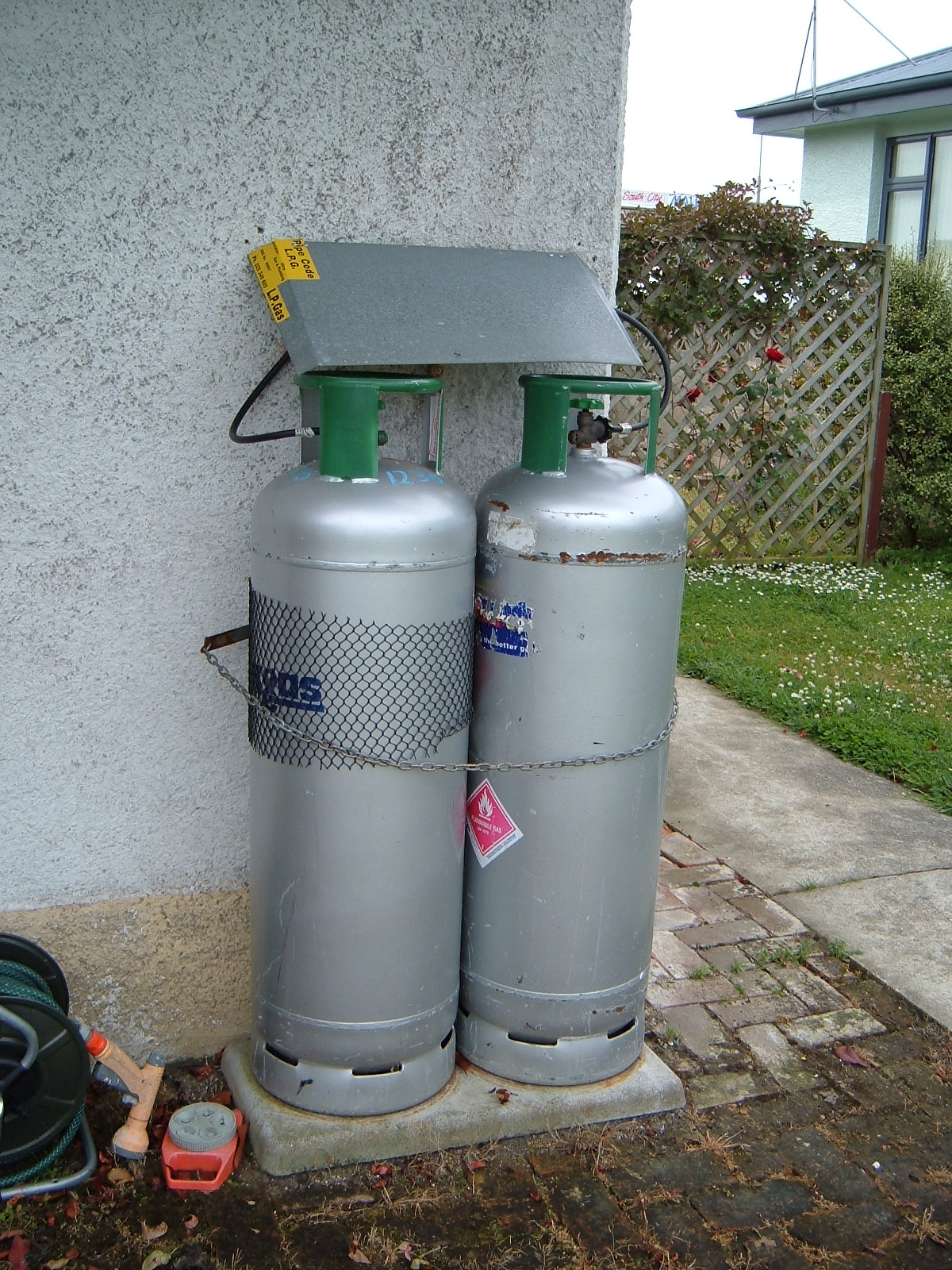
Побутові 45-кг балони ЗНГ у Новій Зеландії

У 2019 році світові продажі скрапленого природного газу досягли свого історичного максимуму в 315 мільйонів тонн, а виробничі потужності становили близько 308 млн тонн у 2015 році. Катар є найбільшим у світі експортером зрідженого газу. Газова промисловість Катару має виробничу потужність 77 млн тонн ЗПГ на рік і забезпечує чверть світового споживання ЗПГ, що більше, ніж Індонезія, Алжир і Росія (станом на 2011 рік). Виробник ЗПГ Qatargas співпрацює з ExxonMobil, Total, Mitsui, Marubeni, Conoco, Philips і Shell, RasGas (за назвою промислового міста Рас-Лаффан на півночі півострова Катар) з ExxonMobil, Korea RasGas LNG, Petronet LNG і японською компанією. Itōchū Shōji K.K.
Будівництво нових заводів зрідження оціночно збільшує виробничі потужності до 150 млн тонн на рік до 2020 року. 
Найбільшими експортерами ЗПГ у 2019 році були Катар і Австралія, кожен з яких перевищив 100 млрд м³. Всі інші експортери були нижче 50 млрд м³. ЗПГ особливо важливий для країн Далекого Сходу, таких як Японія, через довгі транспортні шляхи. Вартість морських трубопроводів від місць видобутку природного газу до цих країн була б занадто високою. Разом із Південною Кореєю та Тайванем майже 80 % світового експорту ЗПГ надходить до цих азійських економічних центрів, причому Японія експортує майже половину цього обсягу понад 100 млрд м³. Велика Британія, Італія та Бельгія також імпортують ЗПГ. 
У 2019 році Європа імпортувала 119,8 млрд м³ ЗПГ. За оцінками експертів у зв’язку з рішенням ряду країн Європи зменшити (а то й ліквідувати) свою залежність від російського газу, експорт ЗПГ в Європу збільшуватиметься. Зокрема, США санкціонувала розширення експорту зрідженого газу до Європи і на початку 2022 року вже охопила 50 % європейського ринку ЗПГ.

## Зберігання
Зріджені вуглеводневі гази (пропан-бутанового ряду) зберігають у сталевих резервуарах, підземних сховищах шахтного типу та в соляних пластах.

## Скраплений газ в Україні
Перші дослідно-промислові установки з отримання зрідженого природного газу в Україні були створені у відділі переробки та транспорту природного газу (нині відділу газових технологій) Інституту газу НАН України у 50-70х роках минулого сторіччя. Вони працювали за циклом А. П. Клименко з детандерним циклом. Установки зрідження природного газу мали продуктивність 30 та 100 кг/год. Для КБ Кузнецова-Туполєва була створена установка продуктивністю 500 т/год, тоді зріджений природний газ використовувався як паливо для експериментального літака ТУ-155.
Перспективним є споживання зрідженого газу в Україні і в наші дні, це може полегшити розв'язання питання диверсифікації джерел постачання природного газу в Україну без прив'язки до існуючої мережі магістральних газопроводів. Поставки скрапленого газу в Україну через термінал в одному з портів Чорного моря передбачені «Концепцією диверсифікації джерел постачання газу та нафти в Україну» (1996 р., відкоригований варіант — від 17.08.2000).
Найбільш наближеними до України і альтернативно пріоритетними для її диверсифікаційних інтересів є газоносні райони Середньої Азії та Середнього Сходу. За експертними оцінками ціна скрапленого газу для України може скласти $110–155 за 1000 м³.
З ростом пропозицій по можливості переоснащенню дизельних двигунів на метан, а саме скраплений природний газ (LNG), в Україні починають проєктуватись проєкти з внутрішнім виробництвом СПГ на територіях крупних підприємств, з метою подальшого використання LNG як газомоторного палива.
27 грудня 2024 року енергохолдинг ДТЕК прийняв зі США першу партію LNG після прибуття судна «Gaslog Savannah» на ЗПГ-термінал Ревітуса в Греції. Обсяг вантажу становить близько 100 млн м³ газу (еквівалент 1 ТВт·год енергії), і його викупила європейська дочірня компанія ДТЕК D.Trading. Після регазифікації газ транспортуватиметься газовими мережами ЄС і України.